# Исламска уметност
Исламска уметност обухвата уметничке тековине исламске цивилизације на својим бившим и тренутним подручјима. Са самим рађањем ислама у 7. веку, овај правац израста позајмљујући и комбинујући тековине старијих уметности, али и образујући их по новим, сопственим принципима. Ширењем ислама из блиског истока у северну Африку, Шпанију, на Балканско полуострво, Кавказ, и у средњу, јужну и југоисточну Азију ове уметности стичу драстичне регионалне варијетете, али и повезаност путем владајућих идеја и принципа. 
Изван верске градње оне обухватају и ширу архитектуру, краснопис, књижевност, сликарство, методе декорације и мноштво других занатских радова. Историјски вршиле су утицај и на немуслиманске културе, а њихово наслеђе примењује се и данас, било то традиционално или у модерним уметностима. 

## Порекло и карактеристике
Две доминантне карактеристике исламске уметности и архитектуре су важност калиграфске орнаментике и примена облика џамије, и првобитно су били везани за исламско веровање, те су се развили у рано доба ислама.
Оснивач ислама посланик Мухамед био је богати трговац из Меке који је, према предању, у четрдесетој години живота имао низ божанских визија, те је након тога почео јавно проповедати нови закон. Његова учења садржана су у Курану. Централно место те књиге у исламској култури, и грациозност арапског писма довели су до ширења писане речи, посебно путем одломака из Курана исписаних на зидовима џамија и развоја калиграфије и орнамената у свим гранама исламске уметности.
Година 622. је она од које муслимани рачунају свој календар, то јест, када Мухамед бежи из Меке у Јатриб (касније назван Медина). У својој кући окупља групу верника који стварају џамију, у виду правоугаоног затвореног дворишта са баракама (кућама за Мухамедове жене), са зидом с једне стране и тремом који је правио хладовину, за сиромашне намернике. Због тога скоро све џамије прате план Мухамедове куће, која је у суштини састављена од затвореног дворишта, зграде за молитву на једном крају, и аркада са стране.
Први следбеници Мухамеда, који долазе с Арапског полуострва, нису имали уметничке традиције као царства која су касније покорили и где су се касније и сами настанили. Како се ислам ширио, његова уметност се развијала, тако да су на њу утицали различити временски услови и доступност материјала у освојеним земљама, те је примала и прилагођавала се домородним стиловима у уметности. Мотиви из једног подручја ускоро постају универзални у целокупном муслиманском свету.
Исламска се уметност тако развила из неколико извора. У рану исламску архитектуру пренети су римски, ранохришћански, и византијски стилови; утицај сасанидске уметности—архитектуре и украсне уметности предисламске Персије под Сасанидима који је био је изузетно значајан; средњоазијски стилови су доношени с турским и монголским продорима; а кинески се утицаји могу видети у исламском сликарству, керамици и одевању.

## Историја
Током развоја у исламској уметности - од 7. до 18. века - можемо пратити три развојна периода. Период формирања исламске уметности је коегзистирао с правилима првих вођа ислама, умаједских калифа (661.- 750.), који су проширили ислам од Дамаска у Сирији, до Шпаније. Средњи период обухвата време абесидских калифа (750.-1258), који су исламом управљали из Багдада у Ираку, до времена монголских освајања. Овај је калифат, познат по својем унапређењу на подручјима учења и културе, био најсликовитији у историји ислама. Управо је у овом периоду било утицаја и преузимање облика из иранске уметности. Период од монголских освајања до 18. века би се, због прикладности, могао назвати касним периодом исламске уметности.

## Архитектура
Неколико релативно једноставних обреда ислама утицало је на јединствену сакралну архитектуру, која укључује џамије (мошеје), места друштвеног окупљања и молитве, и медресе, или школе религиозности. Важни међу различитим својственим облицима исламске профане архитектуре су палате, каравансараји, и градови, чије је планирање увек укључивало бригу о важним изворима воде те о стварању прикладних заклона од сунца. Трећи тип зграда које су биле значајне у муслиманском свету су маузолеји, који су служили као гробнице за владара или свеца, али и као симболи политичке моћи. Све те структуре, религијске и профане, деле мноштво својстава.

### Сакрална архитектура - џамије
Када су муслимани освојили Сирију 636., они су многе напуштене цркве- базилике претворили у џамије тако да су начинили нове улазе и преместили место одвијања обреда. То су биле дуге, тробродне зграде с поплочаним кровом и олтаром на источној страни. Оријентацију и просторну организацију џамија одређивао је, и данас одређује, смер молитве, према Меки који симболизује михраб. У Мухамедово је време молитва држана с врха крова по узору на жидовски обичај. Чини се да је сиријска традиција градње ниских торњева уз углове зграде (код муслимана џамије) довела до градње минарета са којег се после Мухамедова времена држао обред. Прва употреба проповедаонице или мимбара, још једне структуре својствене џамији, се догодила у Медини из практичних разлога. Куполе, својствене управо исламској архитектури, су се развиле из сасанидских и ранохришћанских архитектонских облика. Најстарија очувана е Камена купола (касни 7. век) у Јерусалиму, једна од већих сакралних структура на свету, а представља место са којега је Мухамед доживио духовно и телесно просветљење. Ова џамија има куполу постављену на високи ваљак и прстенастог је облика с два амбулаторија или ходника, што је преузето из римске архитектуре која је имала утицаје у Јерусалиму у 4. веку. Под Отоманима су џамије грађене по узору на византијске у Турској с великом главном куполом и више мањих. Међу њима се свакако истичу две, архитекте Синана које су послужиле као узор џамијама у Турској, Сирији, Египту и северној Африци: Селим Ками у Едирни и Аја Софија у Истанбулу, обе византијске цркве су касније претворене у џамије.
Иако је у исламској архитектури, посебно у ранијим примерима, типичнији полукружни лук, изломљени је лук такође био познат. Пореклом вероватно из Сирије, прихватили су га Умаједи, а био је у употреби и код абесидским џамијама, током 9. и 10. века је пренесен у Египат.

### Профана архитектура
Током времена Умаједа и раних Абесида, мушки чланови калфиских породица градили су бројне палате у Сирији и Ираку. Неки су имали перивоје за лов, као код 
Сасанида, и купке, које су се развиле из касноримског типа зграда. Те палате приказују синтезу западне и источне културе која је била главна карактеристика ране исламске уметности, али и релативну слободу изражавања пре увођења проскрипција на фигуративне приказе. Палате су била места где су се могли наћи мозаици, зидне слике, и рељефи који су традиционално приказивали дворане, животиње, а понекад и самог калифа. У средњем периоду су грађени планирани градови (нпр. Самара, Ал Фустат, Округли Град код Багдада) који су доласком Монгола заједно са својим аквадуктима уништени или сведени на села. У Ирану су у последњем добу исламске уметности грађена највећа дела профане архитектуре: мостови, палате, фонтане, тркалишта, па чак и прве уметничке галерије. Каравансарај (или турски хан) су донели Селџуци. То су била одморишта за путнике која су се градила уз путеве каравана, имала су отворени ходник и место за напајање животиња. Уз њих се спомињу и купке, тргови, вртови и гарнизони.

### Гробнице и маузолеји
Иако исламски прописи забрањују изградњу гробница, маузолеји, грађени као симболи моћи умрлих владара, су након џамија и палата постали најважније грађевине у исламу. Примери укључују куполасте гробнице у Каиру из 15. века. У Ирану је под Монголима развијена посебна врста гробнице с куполом двоструке конструкције која повећава њену висину. Карактеризује је октогонална основа с торњем на сваком углу. Најбољи пример је вероватно најпознатији муслимански маузолеј, Таџ Махал (из средине 17. века), у Индији.

### Декорације у архитектури
У исламским зградама су за декорацију били кориштени креч, опеке и плочице разних облика с узорцима, док су Селџуци касније додали глазуру и боју. Уведена је и уметност зидних мозаика, у којој су боје паљене како би се добио њихов пуни интензитет. Таква се уметност отварањем нових радионица с подручја Ирана проширила и у Турску. Остала је исламска декорација у архитектури укључивала резбарије у дрвету, обично пресвучене са слоновачом на прозорима и вратима мимбара, и различитим структурним елементима. Резбарење у дрвету и слоновачи је било кориштено и за украшавање намештаја, слонових кљова и кутијица. Камени рељефи и мраморне пресвлаке налазимо на зградама у Шпанији, Турској и Египту. Светло и боју у зграде обично уносе богато украшене светиљке и тапете.

## Декоративна уметност
Исламским прописима дозвољени мотиви у уметности слични су онима током иконоборачког покрета у време Византијског царства, који је прокламовао идеју забране осликавања светаца и пророка, те њиховог обожавања. Забрањено је било и приказиване репрезентативних слика будући да само Бог може дати живот. Уметност је увек била посматрана у религијском контексту, но у профаној декоративној уметности, која је била зависна од ортодоксности појединог владара, то није увек био случај. Последица тих забрана је била да се, чак и при приказивању фигура људи и животиња, избегавало кориштење украсног оквира те, за разлику од европских уметника, муслимански уметници нису развили познавање анатомије и перспективе. С друге стране, су оваква ограничења усмерила уметнике на општеприхватљиви развој украсних узора, који су били утемељени на геометријским облицима, арапском писму и стилизованим облицима.
Други важан пропис који је утицао на развој исламских декоративних уметности била је забрана употребе скупоцених материјала. Тако је, за разлику од других култура у којој су преовладавали племенити метали, исламска уметност била усмерена на керамику, украшавање бронзаних ваза, и резбарије у дрвету.

## Керамика
Најбољи израз исламске уметности је свакако керамика, која показује највиши степен креативности и иновације. Први период у развоју керамике започиње појавом увезеног кинеског порцелана у Багдаду, који је подстицао рад абасидских мајстора. У почетку су успешно имитиране боје, а да би постигли порцелански учинак измишљена је кремаста глазура. Она је касније плаво бојена и резбарена разним натписима у високом рељефу. Друга техника која се раширила у све делове света била је бојење металним раствором након што је керамика печена, што јој је давало карактеристичну боју.
Неке од посуда које су пронађене у Ирану су биле украшене фигурама животиња или су били испуњени орнаментима и калиграфским елементима, док су код других украси углавном ограничени на монументалне натписе с малим декоративним мотивима.

## Стакларство
Муслимански су уметници такође радили са стаклом, испочетка у техникама које су затекли у Византији и сасанидском Ирану, а касније кориштењем нових начина. Резана, лепљена, бојена и резбарена стакла су била изузетно високог квалитета. Глазирано стакло из Сирије у 12. веку било је врло цењено и углавном укључује пехаре и украшене воштане свеће које често налазимо у џамијама.

## Рад с бронзом
Због прописа око дозвољених материјала, бронза је била највише коришћени материјал. Неки од најбољих примерака очувани су у европским црквеним збиркама. Испочетка су прихваћени искључиво декоративни сасанидски облици, али касније се израђују фигуративни предмети: посуде у лику животиња, свећњаци и тањири. Важне примерке, украшене бакром и сребром, налазимо у Ирану и Ираку.

## Сликарство
Сликарство је, као и у већини исламских уметности, служило за јасне сврхе. То је обично била уметност илустрације арапских књига, која се развила из багдадске школе рукописне илустрације 13. века, а обожавали су је и отомански (турски) владари за које се уводи портрет и израженија људска фигура. Научне илустрације су по правилу линијске, а колористичке профане слике су наивне, с декоративним елементима пејзажа (кинески утицај) и две до три приказане монументалне фигуре. Персијски утицај представља осликавање минијатура, на кинески начин увођење емоција, а комплексност композиције је карактеристика нове школе.
Облик декоративне уметности била је и израда кожних корица за књиге с геометријским узорима. Први примерци су били обрађивани и рељефни, каснији позлаћени, а од 16. века и глазирани.